# Startenhuizen
Startenhuizen (en groningois : Staartenhoezen) est un village partagé entre les communes néerlandaises de Het Hogeland et de Loppersum, situé dans la province de Groningue, à 20 km au nord-est de Groningue.